# Jason Holt
Jason Holt (Edimburgo, 19 febbraio 1993) è un calciatore scozzese, centrocampista del St. Johnstone.

## Caratteristiche tecniche
Centrocampista centrale, può essere schierato anche da esterno destro e da trequartista.

## Carriera

### Club
Ha giocato nella prima divisione scozzese.

### Nazionale
Ha giocato nelle nazionali giovanili scozzesi Under-17, Under-19 ed Under-21.

## Statistiche

### Presenze e reti nei club
Statistiche aggiornate al 4 maggio 2024.
| Stagione          | Squadra           | Campionato        | Campionato | Campionato | Coppe nazionali | Coppe nazionali | Coppe nazionali | Coppe continentali | Coppe continentali | Coppe continentali | Altre coppe | Altre coppe | Altre coppe | Totale | Totale | Totale |
| Stagione          | Squadra           | Comp              | Pres       | Reti       | Comp            | Pres            | Reti            | Comp               | Pres               | Reti               | Comp        | Pres        | Reti        | Pres   | Reti   |        |
| ----------------- | ----------------- | ----------------- | ---------- | ---------- | --------------- | --------------- | --------------- | ------------------ | ------------------ | ------------------ | ----------- | ----------- | ----------- | ------ | ------ | ------ |
| 2010-2011         | Hearts            | SPL               | 1          | 0          | CS+CdL          | 0               | 0               | -                  | -                  | -                  | -           | -           | -           | 1      | 0      |        |
| 2011-gen. 2012    | Raith Rovers      | SFD               | 5          | 1          | CS+CdL          | 0               | 0               | -                  | -                  | -                  | -           | -           | -           | 5      | 1      |        |
| gen.-giu. 2012    | Hearts            | SPL               | 2          | 1          | CS+CdL          | 0               | 0               | -                  | -                  | -                  | -           | -           | -           | 2      | 1      |        |
| 2012-2013         | Hearts            | SPL               | 21         | 3          | CS+CdL          | 0+2             | 0               | -                  | -                  | -                  | -           | -           | -           | 23     | 3      |        |
| 2013-2014         | Hearts            | SP                | 23         | 1          | CS+CdL          | 0+3             | 0               | -                  | -                  | -                  | -           | -           | -           | 26     | 1      |        |
| 2014-gen. 2015    | Hearts            | SC                | 15         | 2          | CS+CdL          | 1+2             | 0               | -                  | -                  | -                  | SCC         | 1           | 0           | 19     | 2      |        |
| Totale Hearts     | Totale Hearts     | Totale Hearts     | 62         | 7          |                 | 8               | 0               |                    | 0                  | 0                  |             | 1           | 0           | 71     | 8      |        |
| gen.-giu. 2015    | Sheffield Utd     | FL1               | 16+1       | 5+0        | FACup           | 0               | 0               | -                  | -                  | -                  | -           | -           | -           | 17     | 5      |        |
| 2015-2016         | Rangers           | SC                | 32         | 10         | CS+CdL          | 6+2             | 1+0             | -                  | -                  | -                  | SCC         | 5           | 1           | 45     | 12     |        |
| 2016-2017         | Rangers           | SP                | 30         | 0          | CS+CdL          | 4+4             | 0+1             | -                  | -                  | -                  | -           | -           | -           | 38     | 1      |        |
| 2017-2018         | Rangers           | SP                | 26         | 2          | CS+CdL          | 3+2             | 0               | UEL                | 1                  | 0                  | -           | -           | -           | 32     | 2      |        |
| Totale Rangers    | Totale Rangers    | Totale Rangers    | 88         | 12         |                 | 21              | 2               |                    | 1                  | 0                  |             | 5           | 1           | 115    | 15     |        |
| 2018-2019         | Fleetwood Town    | FL1               | 33         | 1          | FACup+CdL       | 1+1             | 0+1             | -                  | -                  | -                  | FLT         | 1           | 0           | 36     | 2      |        |
| 2019-2020         | St. Johnstone     | SP                | 17         | 0          | CS+CdL          | 0               | 0               | -                  | -                  | -                  | -           | -           | -           | 17     | 0      |        |
| 2020-2021         | Livingston        | SP                | 30         | 1          | CS+CdL          | 2+7             | 0               | -                  | -                  | -                  | -           | -           | -           | 39     | 1      |        |
| 2021-2022         | Livingston        | SP                | 37         | 1          | CS+CdL          | 2+5             | 0               | -                  | -                  | -                  | -           | -           | -           | 44     | 1      |        |
| 2022-2023         | Livingston        | SP                | 35         | 0          | CS+CdL          | 2+5             | 0+1             | -                  | -                  | -                  | -           | -           | -           | 42     | 1      |        |
| 2023-2024         | Livingston        | SP                | 35         | 0          | CS+CdL          | 2+6             | 0               | -                  | -                  | -                  | -           | -           | -           | 43     | 0      |        |
| Totale Livingston | Totale Livingston | Totale Livingston | 137        | 2          |                 | 31              | 1               |                    | -                  | -                  |             | -           | -           | 168    | 3      |        |
| Totale carriera   | Totale carriera   | Totale carriera   | 359        | 28         |                 | 62              | 4               |                    | 1                  | 0                  |             | 7           | 1           | 429    | 33     |        |

## Palmarès

### Club

#### Competizioni nazionali
- Scottish Championship: 1

Rangers: 2015-2016
- Scottish Challenge Cup: 1

Rangers: 2015-2016